# Microthelys hintoniorum
Microthelys hintoniorum là một loài thực vật có hoa trong họ Lan. Loài này được (Todzia) Szlach., Rutk. & Mytnik mô tả khoa học đầu tiên năm 2004.